# 1874年金星凌日

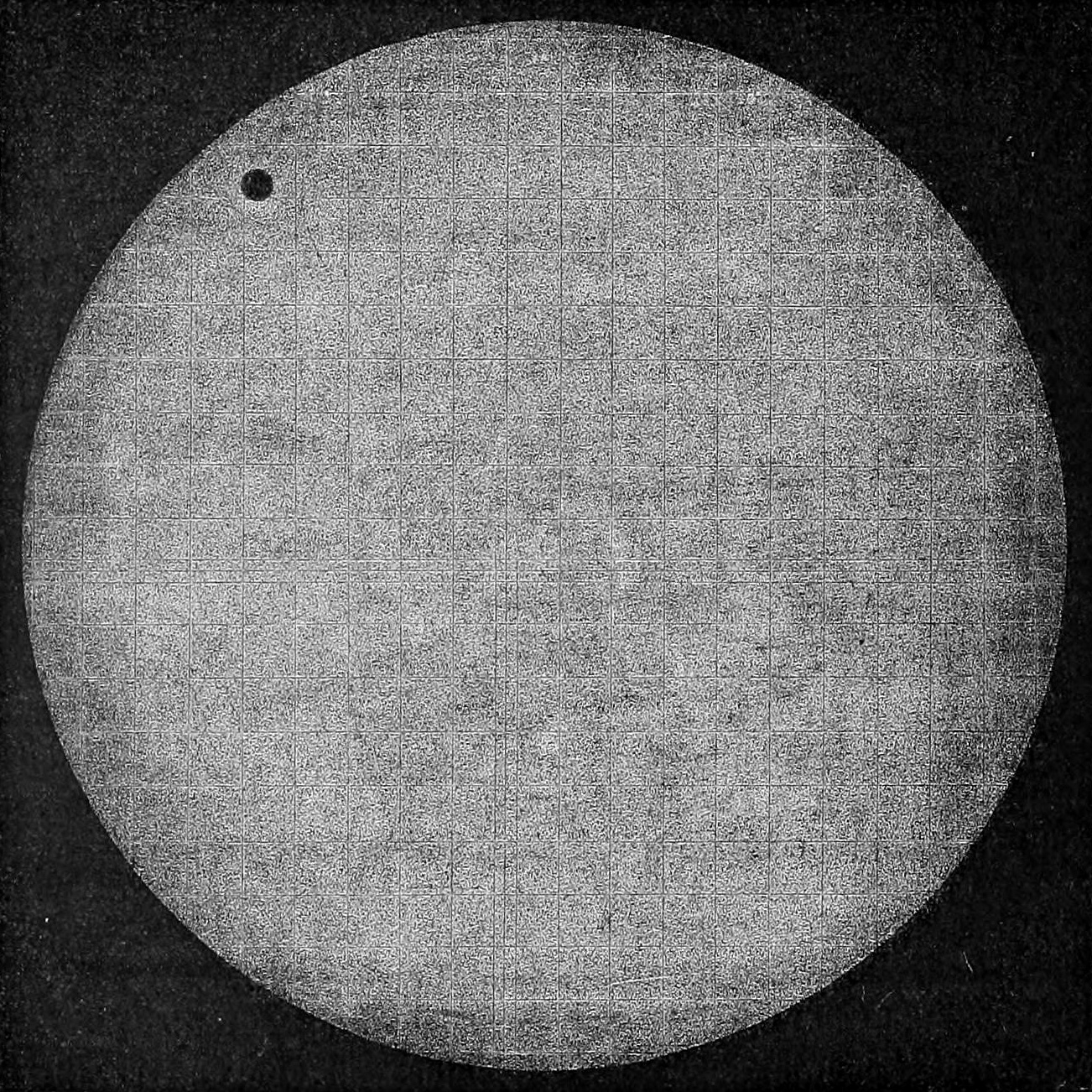
皮埃尔·让森于日本拍摄的金星凌日照片

1874年12月9日的金星凌日（协调世界时1时49分至6时26分）是19世纪的第一次金星凌日，第二次发生于8年后。之前的一组相继于1761年与1769年发生，而下一组则到21世纪（2004年与2012年）才发生。相比于之前的金星凌日，人们此时的观测手段得到了较大改善。大量的考察队在世界各地观测了此次金星凌日，其中有很多是由各国官方组织的。

## 各国考察队

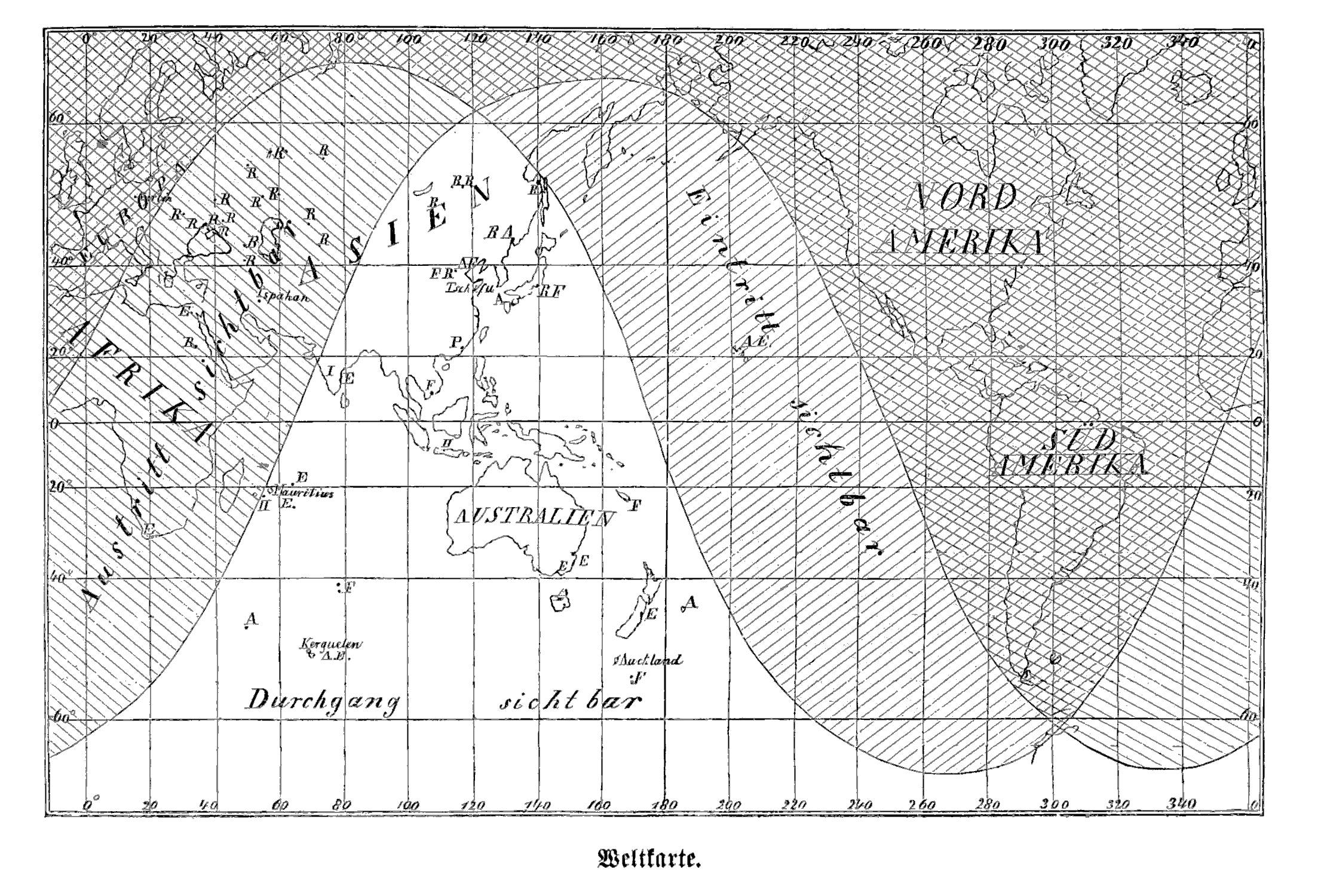
1874年金星凌日在世界各地的可见性

法国共派出了6支考察队。其中一支派往新西兰的坎贝尔岛，其他五支则分别前往印度洋的圣保罗岛、新喀里多尼亚的努美阿、日本长崎（在神户还设置了辅助观测站）、中国北京以及越南西贡。
英国官方则在全球设置了5个观测点，分别设于夏威夷、南印度洋的凯尔盖朗群岛与罗德里格斯岛、埃及开罗以及新西兰的克赖斯特彻奇。这些观测点大多设有辅助观测站。
美国国会资助的金星凌日委员会则派出了8支考察队，分别前往凯尔盖朗群岛、克罗泽群岛、塔斯马尼亚岛上的霍巴特、新西兰的皇后镇、南太平洋的查塔姆群岛、中国北京、日本长崎以及俄罗斯符拉迪沃斯托克。不过前往克洛泽群岛的考察队最终未能登陆，转往塔斯马尼亚进行观测。这些考察队总共得到了350块银版来拍摄1874年的金星凌日。
许多天文台也参与了金星凌日观测，包括澳大利亚的墨尔本天文台、阿德莱德天文台与悉尼天文台，开普敦的皇家天文台，毛里求斯的皇家阿尔弗雷德天文台，印度的马德拉斯天文台，位于新西兰惠灵顿的殖民地时间事务天文台（the Colonial Time Service Observatory）以及埃及的赫迪夫天文台。悉尼天文台还向新南威尔士的古尔本派出了一支考察队。
意大利天文学家彼得罗·塔基尼所率领的考察队前往了印度的姆达普尔（Muddapur）。印度的罗奥尔凯埃与维沙卡帕特南也都设有观测点。德国天文学家雨果·汉斯·里特·冯·泽利格率领的考察队则去了奥克兰群岛。波斯的伊斯法罕以及凯尔盖朗群岛也有参与观测的德国天文学家。荷兰天文学家吉恩·亚伯拉罕·克雷蒂安·奥德曼斯是在留尼汪观测的金星凌日。荷属东印度也有多个观测点。奥地利天文学家是在现属罗马尼亚的雅西进行的观测。俄罗斯天文学家奧托·威廉·馮·斯特魯維则组织了考察队在东亚、高加索、波斯以及埃及进行了观测。两支墨西哥考察队来到了日本横滨。
世界各地还有些个人观测者或个人资助的考察队。阿奇博尔德·坎贝尔是在埃及的底比斯完成的观测。詹姆斯·林德赛资助的私人考察队则前往了毛里求斯。还有一些个人观测者则在新南威尔士的一些地方，包括埃登、温莎与悉尼，进行观测。一支美国的私人考察队则来到了澳大利亚的比奇沃思。

## 观测结果
由于气象条件与仪器问题，有的观测者未能完成观测。许多观测者，特别是官方考察队，使用了新的太阳成像技术，试图通过这种新技术完成精确测量。但这种新技术收效甚微。有些考察队没能得到可以发表的观测结果，或是提升天文单位数值的精度。此时由火星观测得到的天文单位数值的精度已经高于金星凌日观测得到的数值。

## 延伸阅读
- 'The American transit of Venus expeditions of 1874 and 1882' (Steven J. Dick, 2004), published in Transits of Venus: New Views of the Solar System and Galaxy, Proceedings IAU Colloquium No. 196, 2004, D.W. Kurtz, ed.